# Ивенецкий сельсовет
Ивенецкий сельсовет (белор. Івянецкі сельсавет; до 1973 года — Зареченский, Зараченский) — административная единица на территории Воложинского района Минской области Белоруссии. Административный центр — городской посёлок Ивенец (не входит в состав сельсовета). Население — 3126 человек (2018).

## Географическое положение
Ивенецкий сельсовет граничит с Першайским сельсоветом Воложинского района, Столбцовским и Дзержинским районами Минской области, с Гродненской областью.

## История
Ивенецкий сельский Совет образован 1 октября 1973 года.
28 июня 2013 года в состав Ивенецкого сельсовета включены населённые пункты упразднённого Пряльнинского сельсовета.
11 января 2015 года упразднены населённые пункты Абрамовщина, Войтковщина, Мельтиново.

## Состав
Ивенецкий сельсовет включает 66 населённых пунктов:
- Адамки — деревня.
- Березовец — деревня.
- Бобровники — деревня.
- Боровики — деревня.
- Боровиковщина — деревня.
- Боярщина — деревня.
- Врублёвщина — деревня.
- Вялик — деревня.
- Галимцы — деревня.
- Гилики — деревня.
- Голобурды — деревня.
- Гуды — деревня.
- Дайнова — деревня.
- Далидовичи — деревня.
- Дубки — деревня.
- Дудка — деревня.
- Заболоть — деревня.
- Заборье — деревня.
- Загорцы — деревня.
- Замостяны — деревня.
- Камень — деревня.
- Козлики — деревня.
- Конопличи — деревня.
- Королевщина — деревня.
- Кульшичи — деревня.
- Курдуны — деревня.
- Мазулевщина — деревня.
- Макасичи — деревня.
- Мейшты — деревня.
- Мешкути — деревня.
- Михалово — деревня.
- Млынки — деревня.
- Новиковщина — деревня.
- Новинки — деревня.
- Ойтиново — деревня.
- Осиновка — деревня.
- Падневичи — деревня.
- Петрово — деревня.
- Петрусовщина — деревня.
- Пилюжино — деревня.
- Плисковщина — деревня.
- Погорелка — деревня.
- Подсады — деревня.
- Покути — деревня.
- Провжалы — деревня.
- Пряльники — деревня.
- Родники — деревня.
- Рубеж — хутор.
- Рудня — деревня.
- Серкули — деревня.
- Сивица — агрогородок.
- Симаны — деревня.
- Станюшки — деревня.
- Старинки — деревня.
- Судники — деревня.
- Ткачи — деревня.
- Толканы — деревня.
- Углы — деревня.
- Хомичи — деревня.
- Чесноки — деревня.
- Чишевичи — деревня.
- Шелевщина — деревня.
- Шикути — деревня.
- Юзефино — деревня.
- Явневичи — деревня.
- Яновщина — деревня.

Упразднённые населённые пункты:
- Абрамовщина — деревня.
- Бакуново — деревня.
- Войтковщина — деревня.
- Мельтиново — деревня.

## Демография
На территории совета в 2011 году имелось 980 домохозяйств, проживал 2431 человек, в том числе:
- моложе трудоспособного возраста — 345
- трудоспособного — 1303
- старше трудоспособного — 783

## Производственная сфера
- КУП «Сивица»
- УП «Ивенецкая Криница»

## Социально-культурная сфера
Здравоохранение: 2 фельдшерско-акушерских пункта (д. Камень, д. Сивица)
- Образование: ГУО «Сивицкий учебно-педагогический комплекс детский сад-базовая школа»
- ГУО «Каменский учебно-педагогический комплекс детский сад-средняя школа»
- Культура: Сивицкий Дом Культуры, 2 библиотеки.